# Charlot marin
Pour plus de détails, voir Fiche technique et Distribution.
Charlot marin également connu sous le titre Marin malgré lui (titre original : Shanghaied) est une comédie burlesque américaine réalisée par Charlie Chaplin, sortie le 4 octobre 1915.

## Synopsis
Un armateur décide de faire couler son bateau dans le but de toucher la prime d'assurance. Charlot, éperdument amoureux de la fille de l'armateur, est contraint par le capitaine de navire, de recruter des matelots pour naviguer à bord de ce bateau. Évidemment Charlot se retrouve embarqué de force, sans savoir que sa fiancée l'a également suivi dans ce périple.
S'ensuit une lutte de tous les instants avec les autres membres d'équipage. Certains sont jetés à fond de cale, d'autres tombent par-dessus bord. Charlot finit comme commis de cuisine, non sans mal, puisqu'il intervertit l'eau de vaisselle avec la soupe du jour et qu'il a toutes les peines du monde à servir le capitaine du fait d'une mer démontée.
L'armateur s'apercevant que sa fille est à bord du bateau se précipite vers celui-ci à bord d'une navette. Pendant ce temps, le capitaine et son complice allument les explosifs pour faire couler le bateau avant de s'enfuir à bord d'une barque de secours. C'est sans compter sur Charlot et sa fiancée qui réussissent à récupérer les explosifs et à les jeter sur la barque des fuyards.
Finalement ils montent sur la vedette de l'armateur, non sans un dernier coup de pied pour le faire tomber à l'eau.

## Fiche technique
- Titre : Charlot marin
- Titre alternatif : Marin malgré lui
- Titre original : Shanghaied
  - Titres alternatifs : Charlie Shanghaied, Charlie on the Ocean, Charlie the Sailor
- Réalisation : Charlie Chaplin
  - Assistant réalisateur : Ernest Van Pelt
- Scénario : Charlie Chaplin
- Photographie : Harry Ensign
- Montage : Charlie Chaplin (non crédité)
- Direction artistique : Emil Tissot Mazy
- Producteur : Jess Robbins
- Société de production : The Essanay Film Manufacturing Company
- Société de distribution : General Film Company (États-Unis)
- Pays de production :  États-Unis
- Langue : film muet avec les intertitres en anglais
- Format : Noir et blanc - 35 mm - 1,33:1 - Muet
- Genre : Comédie, Film burlesque
- Longueur : deux bobines (540 mètres)
- Durée : 27 minutes
- Date de sortie : 
  - États-Unis : 4 octobre 1915
- Licence : Domaine public

## Distribution
- Charlie Chaplin : Charlot
- Edna Purviance : la fille de l'armateur
- Wesley Ruggles : l'armateur
- Bud Jamison : le capitaine
- Billy Armstrong : le premier matelot shangaié
- Paddy McGuire : le deuxième matelot shangaié
- Leo White : le troisième matelot shangaié
- John Rand : le cuisinier
- Fred Goodwins : le garçon de cabine
- Lee Hill : le marin au chapeau
- Lawrence A. Bowes : le second du capitaine (non crédité)